# Opeyemi Ajakaye
Opeyemi Esther Ajakaye, née le 30 décembre 2005, est une footballeuse professionnelle nigériane. Elle évolue au poste d'attaquant et joue pour le club de NWFL Premiership FC Robo et l'équipe nationale nigériane. Elle remporte le bronze avec les Flamingoes lors de la Coupe du Monde Féminine U-17 de la FIFA 2022.

## Carrière en club
Ajakaye est transféré du club nigérian FC Robo au club espagnol de Liga F Madrid CFF en février 2024, puis en octobre.
Le club de la National Women's Soccer League Kansas City Current la recrute et l'envoie en prêt au club de l'USL Super League Carolina Ascent FC en novembre 2024, faisant deux apparitions lors des derniers matchs de l'année. Elle accepte, par la suite, la rupture de son contrat avec Kansas City en janvier 2025.

## Carrière en équipe nationale
Ajakaye aide le Nigeria à remporter la médaille de bronze à la Coupe du Monde Féminine U-17 de la FIFA 2022. Le 30 octobre 2022, elle  marque le premier but du Nigeria lors du match pour la troisième place contre l'Allemagne, qui s'est terminé par un match nul 3-3 ; et marque ensuite le penalty gagnant pour assurer la médaille,.
Ajakaye fait ses débuts seniors pour les Super Falcons le 25 octobre 2023, remplaçant Asisat Oshoala dans les dernières minutes d'un match nul 1-1 contre l'Éthiopie lors du tournoi de qualification olympique féminin de la CAF 2024.
Le 20 janvier 2024, Ajakaye  marque le seul but contre les U-20 du Burundi alors que le Nigeria  remporte la dernière étape des qualifications pour la Coupe du monde féminine U-20 africaine 2024 2-0 au total. Elle intègre l'équipe pour la Coupe du Monde Féminine U-20 de la FIFA 2024, où le Nigeria perd contre le Japon, futur finaliste, en quarts de finale.